# Pleopeltis interjecta
Pleopeltis interjecta là một loài thực vật có mạch trong họ Polypodiaceae. Loài này được (Weath.) Mickel & Beitel miêu tả khoa học đầu tiên năm 1988.